# 青山繁晴の緊急提言 世界は動く!正念場の日本〜明日のニッポンを子どもたちと考える〜
青山繁晴の緊急提言 世界は動く!正念場の日本〜明日のニッポンを子どもたちと考える〜（あおやましげはるのきんきゅうていげん せかいはうごく!しょうねんばのにほん〜あすのにっぽんをこどもたちとかんがえる〜）とは、関西テレビで2011年12月31日に放送された年末特別番組。

## 概要
2011年年始まで、『爆笑! こうなる宣言』に情報プレゼンターとして番組参加していたコーナーを、2011年末に単独番組として独立させた番組で、実務家である青山が初めてホスト役を務めた。
日々起きているニュースや出来事に対して、そこから見えてくる「問題点」「日本の未来図」「私たち国民が心しておくこと」を青山が常に情報発信する際に発言する「物事を根っこから考える」番組である。
スタジオには大人パネラー以外に12～18歳の男女30人を集め、彼らが抱く素朴な疑問に対し、わかりやすく解説を加える。

## 番組内容
2012年への緊急提言を解説
- 北朝鮮情勢の今後について
- 「原発テロ」に備えよう

福島第一原子力発電所事故後の菅政権の対応について。また、福島県飯舘村での取材を行ない、菅野典雄村長を直撃インタビューを行った。
- 危機管理の目で「大阪都構想」をみよう
- TPP交渉、拉致問題に対しての質問を青少年から質疑応答

番組の最後に激動の2012年に対し、青山がズバリ提言する。

## 出演者

### メインパーソナリティ
- 青山繁晴（独立総合研究所 社長）

### 進行役
- 杉本なつみ（関西テレビアナウンサー）[4]
- 山里亮太（南海キャンディーズ）

### パネラー
- 水道橋博士（浅草キッド）[5]
- 海原やすよ・ともこ[6]
- 滝沢沙織

小学4年生から高校3年生の男女30人

## スタッフ
- 構成：二宮一泰、小森直樹、やまだともカズ
- ナレーション：前塚あつし
- TD：吉田満
- VE：松岡泰助（関西テレビ）
- CAM：山本倫久（関西テレビ）
- MIX：小野浩一（関西テレビ）
- LD：原口祥明
- TK：白石純子
- 編集：岡元裕次、今岡裕之
- 音効：三浦智子、萩原隆之
- 美術制作：河真裕美（関西テレビ）
- デザイン：井内克信
- 美術進行：中越章浩
- 大道具：内海哲哉
- 小道具：秋丸弘美
- 電飾：中井高浩
- 園芸：山本幸一
- メイク：野村雅美
- タイトル：原田賢一、谷篤史
- 衣装協力：ORIHICA、STYLEWORKS、RICORIDI、rev k shop、TOCOPACIFIC、DearPrincess、
- 協力：クラッチ.
- AP：今橋叔子（クラッチ.）、清水美希（クラッチ.）
- AD：三浦未来、森本真史
- ディレクター：松本繁男、山本千晃、市川晃、薄井大介（クラッチ.）
- チーフディレクター：重信好輝（クラッチ.）
- プロデューサー：堀部茂世（関西テレビ）